# Roestes ogilviei
Roestes ogilviei és una espècie de peix de la família dels cinodòntids i de l'ordre dels caraciformes.

## Morfologia
- Els mascles poden assolir 18,7 cm de longitud total.
- Nombre de vèrtebres: 37-40.[5][6]

## Hàbitat
És un peix d'aigua dolça i de clima tropical.

## Distribució geogràfica
Es troba a Sud-amèrica: conca del riu Amazones i rius Essequibo, Branco i  Negro.